# Comté de Sagadahoc
Le comté de Sagadahoc est un comté de l'État du Maine aux États-Unis. Son siège est Bath. Selon le recensement de 2010, sa population est de 35 293 habitants. 

## Géographie
Le comté a une superficie de 959 km2, dont 658 km2 est de terre. C'est le comté ayant la plus faible superficie de l'État.
Son nom vient de la « rivière Sagadahoc », un ancien nom de la rivière Kennebec.

### Géolocalisation
| Comté d'Androscoggin | Comté de Kennebec  |                     |
| Comté de Cumberland  | Comté de Sagadahoc | Comté de Washington |
|                      | Comté de York      |                     |

### Liste des villes du comté

#### City
- Bath (siège du comté)

#### Towns
- Arrowsic
- Bowdoin
- Bowdoinham
- Georgetown
- Phippsburg
- Richmond
- Topsham
- West Bath
- Woolwich

## Nootes et références
1. ↑   "History of Sagadahoc County, Maine". history.rays-place.com. Retrieved February 9, 2019.